# DLT Deutsche Luftverkehrsgesellschaft
Die DLT Deutsche Luftverkehrsgesellschaft mbH, die nach außen nur als DLT auftrat, war eine Fluggesellschaft mit Sitz in Kriftel am Taunus.
Ihre Ursprünge reichen bis zu der 1958 gegründeten Inselfluggesellschaft OLT zurück: Diese konnte sich über einen Zeitraum von 15 Jahren nicht nur in der ostfriesischen Küstenfliegerei behaupten, sondern 1973 mit dem Einstieg in das innerdeutsche Regionalfluggeschäft vor allem auch den Boden für die spätere Gründung der DLT bereiten. Letztere entstand 1974, nachdem man den Regional- vom Bäderflugdienst abgespalten hatte. In den Folgejahren widmete sich die DLT dem weiteren Ausbau der Regionalstrecken, und wenngleich sie nach mehreren überstürzten Expansionen in Zeiten von europaweit rezessiven Passagierzahlen wiederholt um ihren Fortbestand kämpfen musste, wurde eine Zusammenarbeit mit der Lufthansa auf- und fortlaufend ausgebaut; man übernahm jene Strecken, die die Lufthansa mit ihrem eigenen Fluggerät nur unwirtschaftlich bedienen konnte. Unter Verwendung von Flugzeugen der Typen Shorts 330, Hawker-Siddeley HS 748, Fokker 50 und Embraer 120 wurde der DLT so eine integrale Rolle bei der Entwicklung des deutschen Regionalflugverkehrs zuteil. Nach umfangreichem Wachstum – aus der einstigen, von zwei Personen geführten Inselfluggesellschaft war eine europaweit operierende und mehr als eine Million Passagiere zählende Linienfluggesellschaft geworden – baute die Lufthansa ihre Anteile an dem Unternehmen zu einer Mehrheitsbeteiligung aus, bevor aus der DLT am 29. März 1992 schließlich die heutige Lufthansa CityLine wurde.

## Geschichte

### 1958–1973

#### OLT-Gründung und Aufstieg als Küstenflieger
Die Ursprünge der DLT finden sich in dem am 1. November 1958 als Ostfriesische Lufttaxi – Dekker und Janssen OHG gegründeten Luftfahrtunternehmen. Bei den Eigentümern der am Flugplatz Emden beheimateten Gesellschaft handelte es sich um Martin Dekker und Jan Jakobs Janssen. Ersterer war während des Kriegs als Fluglehrer bei der Luftwaffe in Słupsk tätig gewesen und hatte Anfang der 50er-Jahre Janssen dabei geholfen, seine Sportfliegerlizenz zu erneuern. Mit ihrer Intention, gewerblichen Luftverkehr unter der Nutzung einer Berufspilotenlizenz in Ostfriesland zu betreiben, nahmen die beiden Ostfriesen als Gastschüler am abendlichen Unterricht der Lufthansa Verkehrsfliegerschule in Bremen teil. Bereits zu dieser Zeit hatte Dekker als Inhaber eines Zeitungsvertriebs mit der Auslieferung von Zeitungen eine feste Einnahmequelle ins Auge gefasst. Ihren Flugbetrieb nahm die OLT sodann mit einer von dem dänischen Luftbildfotografen Palle Thomsen erworbenen Maschine des Typs SAI KZ VII Lærke auf; am 27. Juni konnte 1959 der erste offizielle Charterflug durchgeführt werden: Martin Dekker transportierte einen Passagier von Köln-Wahn nach Emden. Alsbald stießen am 4. August und 16. September desselben Jahres jeweils eine Cessna 172 zur Flotte der OLT. Neben den Zeitungsflügen übernahm man auch Luftbild-, Schlepp-, Rund-, Werbe- und Keuchhustenflüge. Auf Basis dieser Aktivitäten zählte die OLT Ende 1959 insgesamt 509 Flüge und 286 transportierte Passagiere, wenngleich das kleine Unternehmen schnell an die Grenze seiner Kapazitäten geriet. Eine weitere Cessna 172 wurde Mitte 1960 in die Flotte aufgenommen. Dank Charteraufträgen der Erdölraffinerie Frisia AG sowie den im Januar 1961 notwendig gewordenen Eisnotdiensten und Krankentransporten – einfrierende Küstengewässer hatten zum Erliegen des Schiffsverkehrs geführt – sah sich die OLT einem kontinuierlichen Anstieg von Flügen und Passagieren gegenüber. Ende des Jahres 1961 3.200 Flüge und 4.600 Passagiere zählend, befasste sich die OLT mit dem Aufbau eines eigenen Abfertigungsgebäudes am Flugplatz Emden. 1962 erweiterte man die Flotte um eine vierte Cessna 172, die als erstes Flugzeug dieses Modells in Deutschland mit einem Funknavigationsgerät des Typs Automatic Direction Finder ausgerüstet war. Zu den Spitzenzeiten waren die freien Sitzplätze der OLT bereits mehrere Monate im Voraus ausgebucht.

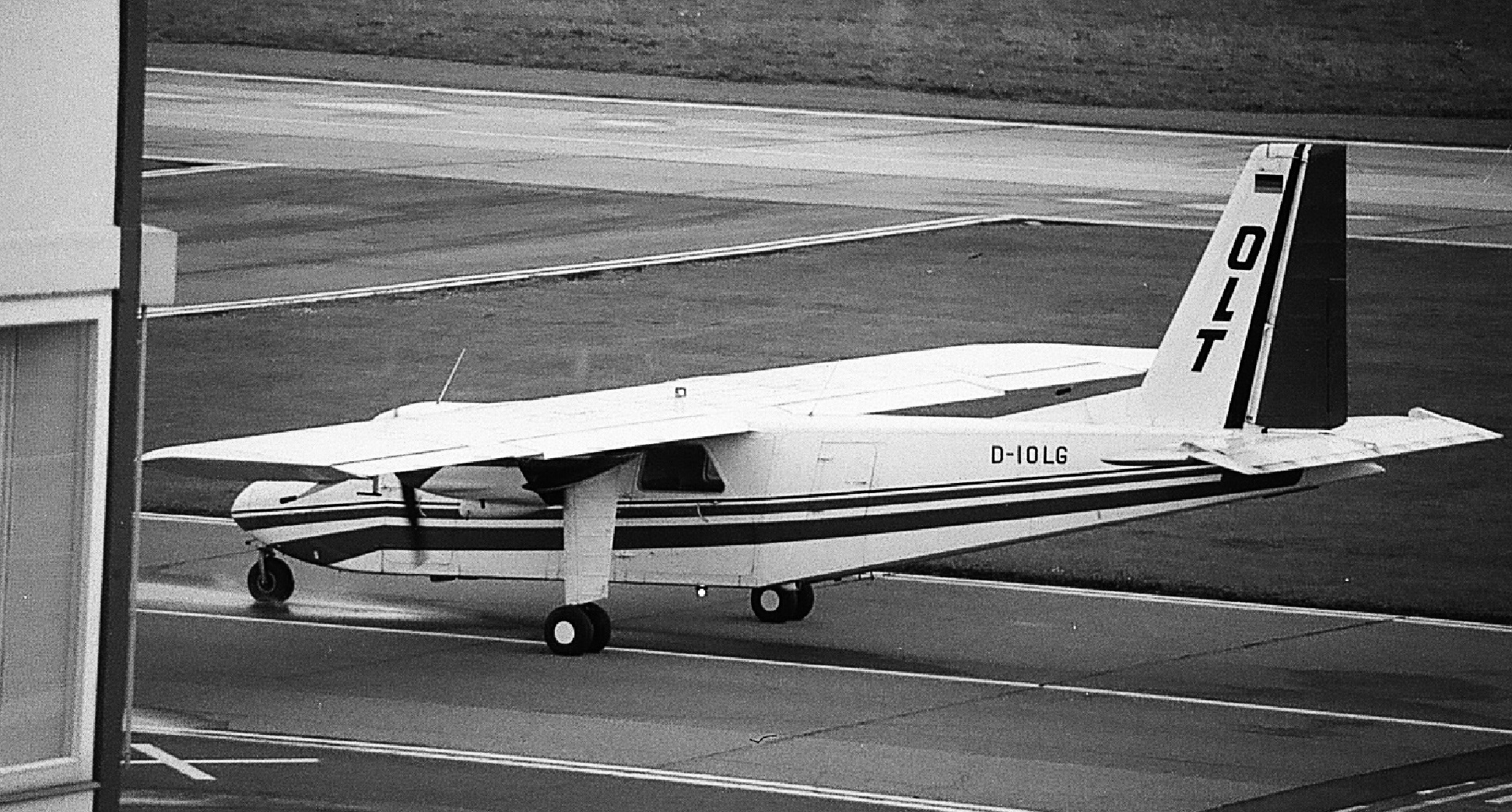
Britten-Norman BN-2 Islander der OLT, wie sie das Unternehmen ab Beginn des Sommerflugplans 1968 einsetzte. Hier eine Maschine auf dem Flughafen Bremen, Sommer 1974.

1962 traf Martin Dekker die Entscheidung, das Unternehmen zu verlassen. Er wollte sich in Zukunft alleine seinem Zeitungsgroßvertrieb widmen und so wurde aus der OLT die Ostfriesische Lufttaxi, Inh. Jan J. Janssen. Der wegen seiner Graspiste nur eingeschränkt nutzbare Flughafen Emden sorgte unterdessen dafür, dass Janssen mit Beginn des Hochsommers 1965 auch von anderen Festlandflughäfen Flüge zu den übrigen Ostfriesischen Inseln anbot. Unter dem Einsatz von vier Cessna 172 und einer Cessna 205 konnte die Gesellschaft 1966 insgesamt 15.000 Passagiere transportieren. Als schließlich 1968 der Ausbau des Flughafens Emden abgeschlossen wurde, nahm die OLT nach Indienststellung einer Cessna 337 darüber hinaus Flüge zu den Flughäfen Bremen und Düsseldorf auf. Zur selben Zeit hatte man ebenfalls zwei Britten-Norman BN-2 Islander beziehen können; nach Werbeflügen zwischen dem Flughafen Langenhagen und der Hannover Messe hatte der Hersteller der OLT die Flugzeuge mit STOL-Eigenschaften zu attraktiven Konditionen überlassen, und so zählte der Sommerflugplan 1969 dadurch täglich 121 Flüge.

#### Eigentümerwechsel und Expansion abseits der Küste
Die Geschichte der OLT erfuhr am 13. April 1970 jedoch eine unerwartete Wendung, als Janssen mit seiner Cessna 402 auf dem Weg nach Baden-Baden am Großen Feldberg zerschellte. Der OLT-Eigner hatte seinen Flug fortgesetzt, obwohl über dem Taunus Gewitter und Schneeschauer mit ihren schlechten Sichtbedingungen herrschten; Janssen konnte nach diesem Controlled flight into terrain und einer längeren Suchaktion nur noch tot geborgen werden. Infolge dieses Ereignisses übernahm Gertraud Janssen als Witwe des Verstorbenen die Aufrechterhaltung des OLT-Flugbetriebs. Mit der Unterstützung durch Janssens Bruder Roelf wurde ein Verkauf des zum Ende des Jahres 1970 vierzehn Flugzeuge zählenden Unternehmens angestrebt. Von dem Unglück hatte zur gleichen Zeit jedoch auch Frank Niethammer erfahren – als ehemaliges, stellvertretendes Vorstandsmitglied der seinerzeit mit der OLT kooperierenden Frisia AG hatte er Kontakt zu dem nun verstorbenen Janssen knüpfen können. In seiner neuen Aufgabe als Vorstandsvorsitzender der Aktiengesellschaft für Industrie und Verkehrswesen, kurz AGIV, interessierte er sich für eine Übernahme der OLT, hatte sich die AGIV mit ihren Investitionen bis dato doch allein auf landgebundene, private Eisen- und Straßenbahnen konzentriert. Zusätzlich positiv wirkte sich dabei aus, dass Niethammer aus seiner Zeit bei der Frisia AG ebenfalls auf die Unterstützung von Heinrich Horstmann zurückgreifen konnte. Letzterer agierte im Auftrag der Reederei Fisser & van Doornum, die sich ebenfalls in den Luftverkehr einbringen wollte, und so wurde aus dem am 11. Dezember 1970 von Gertraud Janssen übernommenen Unternehmen die Ostfriesische Lufttaxi GmbH. Während sich die AGIV mit 1,11 Mio. DM Gesellschaftskapital einbrachte, übernahm die Reederei Fisser & van Doornum die verbleibenden 390.000 DM. Bedingt durch den Inhaberwechsel wurde 1972 Kurt-Erich Slevogt zum Generalbevollmächtigten der OLT ernannt: Nicht nur konzipierte er alle Strecken so, dass diese den Flugplatz Emden als Umstiegspunkt nutzten, auch erhöhte er die Preise der Flugverbindungen. Beide Veränderungen sahen sich einem negativen Echo seitens der Passagiere gegenüber, sodass die OLT am Ende des Jahres 1972 erhebliche Verluste zu tragen hatte. Auf Grundlage dieser Entwicklungen schied die Reederei Fisser & van Doornum bereits nach kurzer Zeit als Gesellschafter wieder aus und die OLT befand sich somit im Alleinbesitz der AGIV.

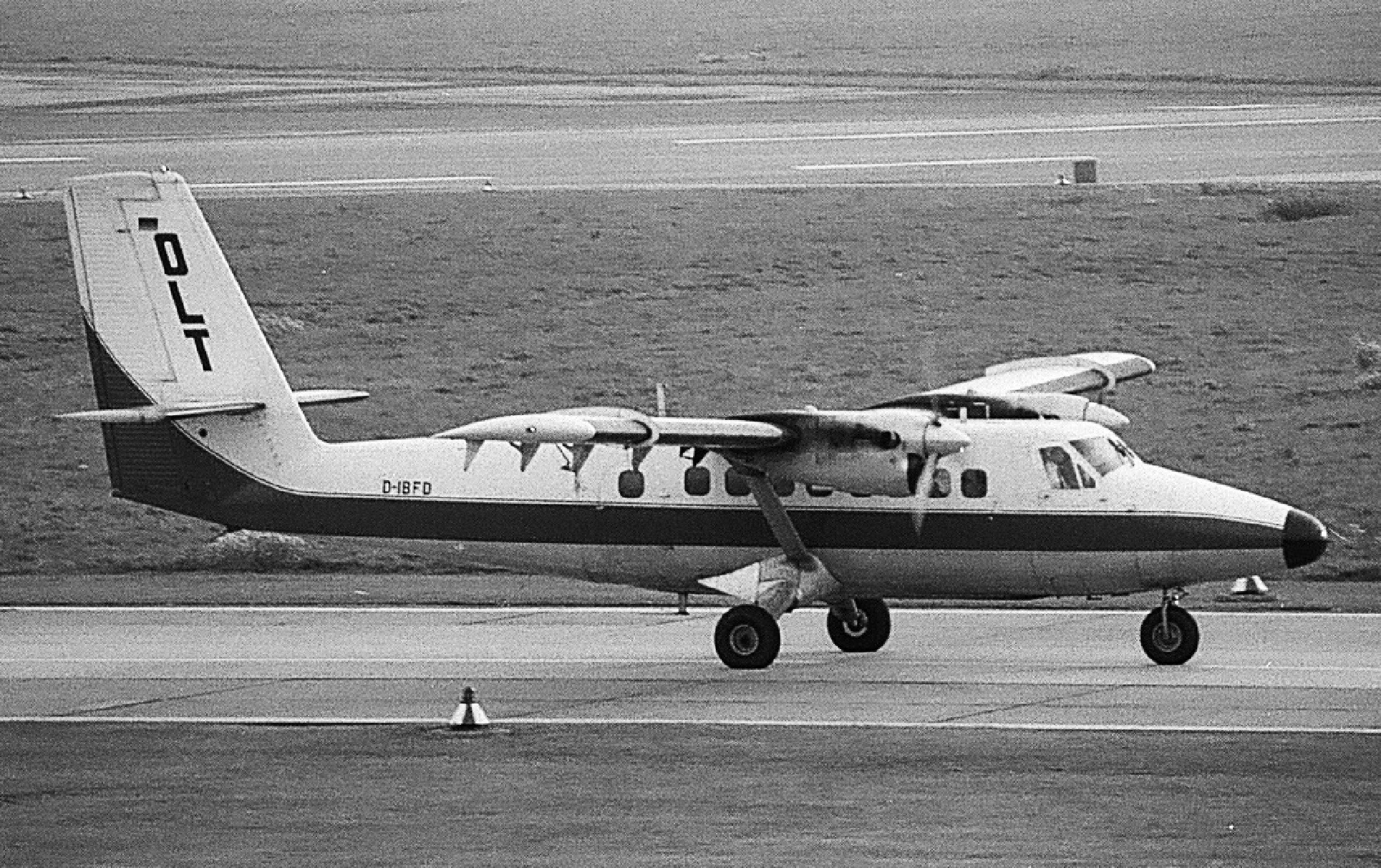
De Havilland Canada DHC-6 Twin Otter der OLT auf dem Flughafen Bremen, Spätsommer 1974

Doch auch dieser Zustand währte nicht lange, denn am 29. Dezember 1972 übernahm Christian Ulrich Baron von Kaltenborn-Stachau, der nach einem Inhaberwechsel bei der Germanair aus deren Geschäftsführung ausgeschieden war, die vormaligen Fisser-&-van-Doornum-Geschäftsanteile für einen verminderten Preis von 195.000 DM. Der Name des Unternehmens wurde abermals in Ostfriesische Lufttransport GmbH geändert, bevor Kaltenborn schließlich die Position des alleinigen Geschäftsführers bekleidete; er bemühte sich, den in den letzten Jahren durchgeführten Bedarfsluftverkehr zu festen Zeiten in reine Linienverbindungen zu überführen. Obwohl ein zwischenzeitlich eingeführtes Pauschalreiseprogramm zu den Ostfriesischen Inseln als Fehlschlag zu verbuchen war und auch die AGIV aufgrund des ausbleibenden wirtschaftlichen Erfolgs zusehends skeptischer wurde, entschied man sich zu Beginn der Sommersaison 1973 für die Beschaffung von Maschinen des Typs de Havilland Canada DHC-6 Twin Otter. Um ein Überleben der Gesellschaft sicherzustellen, musste man jedoch nun abseits der Inselfliegerei expandieren. Die Gelegenheit hierzu eröffnete sich Niethammer wenig später durch den Anruf eines bayerischen Ministerialdirigenten: Der die Verbindung Bayreuth – Frankfurt bedienende Bayerische Flugdienst wolle sich aus dem Linienflugbetrieb zurückziehen, es müsse schnellstens Ersatz für die von der Landesregierung subventionierte Regionalstrecke gefunden werden. Niethammer stimmte zu und innerhalb eines Wochenendes war die OLT in das Landesinnere Deutschlands vorgedrungen. Schon bald folgten mit Düsseldorf – Köln/Bonn – Kassel, Friedrichshafen – Zürich und Friedrichshafen – München weitere Verbindungen abseits der Küste. Das Unternehmen zählte gegen Ende 1973 so 60.000 Passagiere bei einem Umsatz von 3 Mio. DM. Wenngleich das Vorhaben scheiterte, einen Teil des Inselflugverkehrs der General Air zu übernehmen, konnte man von der sich aus Deutschland zurückziehenden Cimber Air die Strecke Münster/Osnabrück – Frankfurt übernehmen; mit diesem Schritt war die OLT ihrem Ziel, dem Übergang zur Regionalfluggesellschaft, nicht nur ein Stück näher gekommen, sie hatte mit der letztgenannten Strecke darüber hinaus auch eine Verbindung aufgebaut, die trotz der kurz nach Aufnahme eingestellten Subventionszahlungen des Landes Nordrhein-Westfalen noch heute, mit Stand Januar 2017 rund 44 Jahre später, von der DLT-Nachfolgegesellschaft fortgeführt wird.

### 1970er-Jahre

#### Die DLT entsteht
Die auf Grundlage dieser Entwicklung in den Augen Niethammers notwendig gewordene, logische Konsequenz vollzog sich am 13. September 1974, als die Gesellschafterversammlung der OLT die Umbenennung des Unternehmens in DLT Luftverkehrsgesellschaft mbH beschloss. Weiter noch traf man die Entscheidung, den Bäderflugdienst in eine neuzugründende aber noch gleichnamige Tochtergesellschaft auszugliedern; zum 17. Oktober entstand die Ostfriesische Lufttransport GmbH. Kaltenborn blieb weiterhin Geschäftsführer der beiden Gesellschaften, sah sich nun aber mit Problemen in Bezug auf die Betriebsgenehmigungen konfrontiert. Während die neugegründete OLT überhaupt keine Erlaubnis für den Flugverkehr besaß, verfügte die DLT lediglich über eine vom Land Niedersachsen ausgestellte Genehmigung, die zwar nach der Namensänderung formell richtig von der alten OLT übertragen worden war, jedoch nicht mehr den aktuellen Umständen – Ziele außerhalb von Niedersachsen sowie das Betreiben von Flugzeugen bis 5,7 Tonnen – entsprach. In der Folge leitete man für beide Gesellschaften Genehmigungsverfahren beim Luftfahrt-Bundesamt ein und teilte Horst-Udo Ulbig, der zuvor für die deutsche Cimber Air GmbH als Pilot auf einer Nord 262 tätig war, die Rolle des Flugbetriebsleiters zu. Vom Flughafen Münster/Osnabrück aus erarbeitete dieser Vorschriften, Load-Sheets und Betriebshandbücher für die insgesamt 15 Piloten.

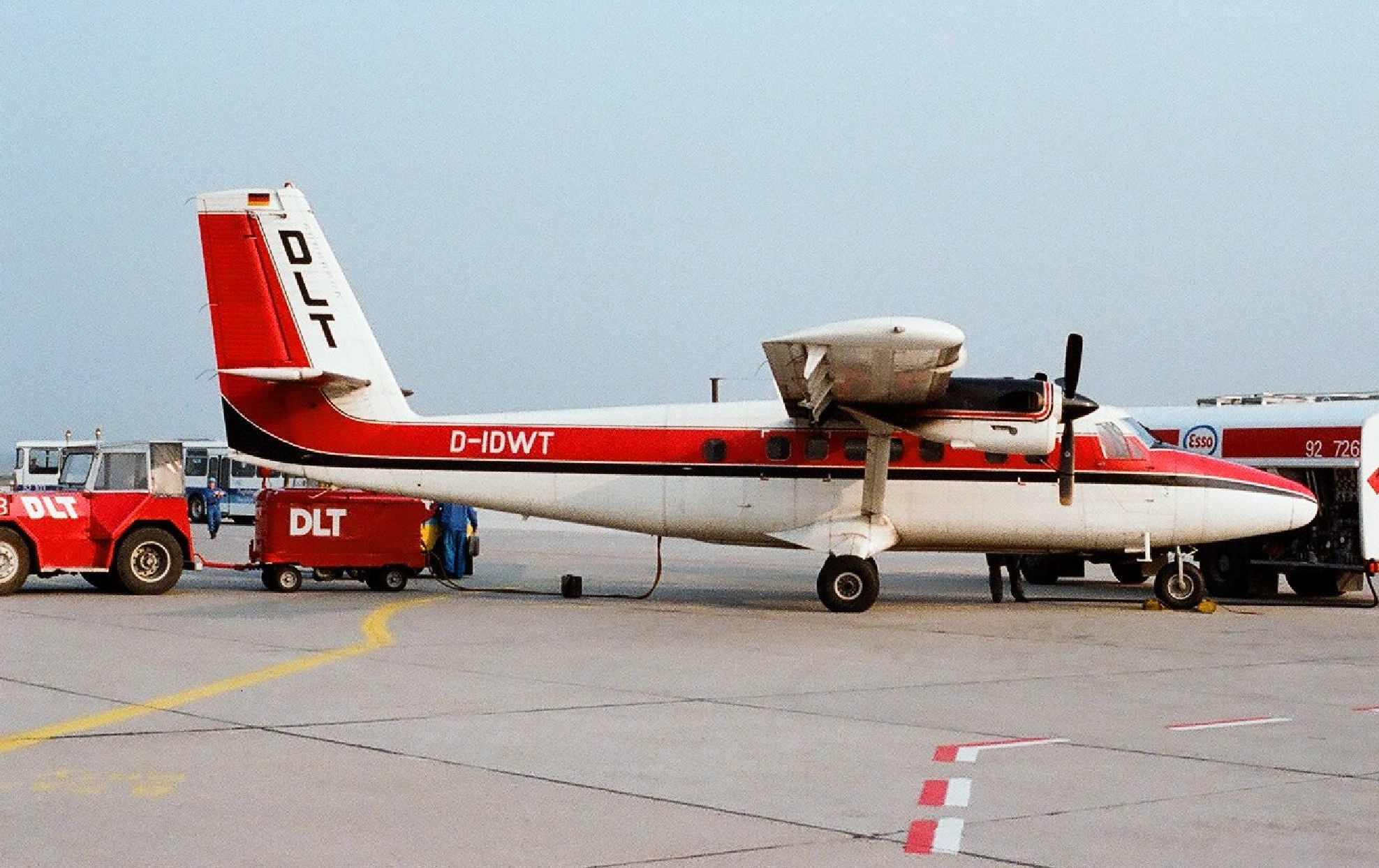
De Havilland Canada DHC-6 Twin Otter der DLT auf dem Flughafen Frankfurt, Frühjahr 1983

Zum Jahresende 1974 traf dann die vierte Twin Otter ein und so besaßen DLT und OLT zusammen 15 Flugzeuge mit einer Gesamtkapazität von 148 Sitzen. Mittlerweile bediente man die Flughäfen Düsseldorf, Köln/Bonn, Münster/Osnabrück, Kassel, Frankfurt, Stuttgart, Nürnberg, Hof, Bayreuth, Friedrichshafen und Zürich. Zum 1. September 1975 fügte man die Strecken Paderborn – Frankfurt und Bremen – Düsseldorf hinzu, wenngleich man sich am 31. Oktober 1975 vom Drehkreuz Friedrichshafen und den damit verbundenen Strecken Friedrichshafen – Zürich, Friedrichshafen – Stuttgart sowie Friedrichshafen – München – Nürnberg zurückzog. Trotz lukrativer Verträge mit ortsansässigen Unternehmen war es nicht gelungen, die Routen verlustfrei zu bedienen. Die mangelnde Bereitschaft des Landes Baden-Württembergs zu etwaigen Subventionszahlungen hatte dabei eine weitere wichtige Rolle gespielt. Die Verbindungen wurden vom Pleuger Flugdienst übernommen; DLT musste vier Piloten entlassen.

#### Erste Zusammenarbeit mit der Lufthansa und OLT-Verkauf
Wenig später sollte mit dem 1. November 1975 der Grundstein für die Zusammenarbeit zwischen DLT und Lufthansa gelegt werden. Letztgenannte hatte nach der Betriebseinstellung der General Air von der saarländischen Landesregierung den Auftrag bekommen, die Bedienung der Strecke Frankfurt – Saarbrücken zu übernehmen. Da das eigene Fluggerät hierfür aber zu groß war, schloss sie einen Vertrag mit der DLT. Ab sofort wurde die Verbindung Frankfurt – Saarbrücken neben der Bereitstellung des Reservierungssystems und eines Schalters am Flughafen kostenlos von der Lufthansa in ihrem Flugplan geführt, alle anderen Strecken der DLT wurde gegen eine Gebühr ebenfalls aufgenommen und auf einer Sonderseite abgedruckt. Am Ende des Jahres zählten DLT und OLT 83.648 Passagiere und einen Gesamtumsatz von 9,2 Mio. DM, während im Vorjahr 71.273 Passagiere bei einem Umsatz von 6 Mio. DM transportiert worden waren. Ungeachtet dessen konnten nicht alle Kosten vollends gedeckt werden und der Betrieb der zum 1. Oktober 1975 gegründeten DLT Extra Executive Travel Reiseflug GmbH, die mit einem Learjet und zwei Aérospatiale SN 601 Corvette von Düsseldorf und Frankfurt aus Geschäftsreiseflüge anbot, erwies sich als Verlustgeschäft.
1976 nahm man im Zuge der Olympischen Winterspiele die Verbindung München – Innsbruck auf und verlegte die Flugbetriebsleitung vom Flughafen Münster/Osnabrück zum Flughafen Frankfurt. Am 10. Januar 1977 traf der Vorstandsvorsitzende der Lufthansa, Herbert Culmann, zu einem Gespräch mit der AGIV als Hauptgesellschafterin der DLT zusammen. Sie einigten sich, trotz zuvor erheblich anderer Ankündigungen, auf eine Rahmenvereinbarung, die eine Beteiligung der Lufthansa an Regional- und Charterflugverkehr der DLT vorsah. Die Verwirklichung dieser Rahmenvereinbarung sah sich mit vielen Interessenkonflikten verbunden, waren doch sowohl die AGIV als auch die Lufthansa auf ihre Vorteile bedacht. Der Flugplan der DLT blieb jedoch zunächst unverändert bestehen, während im Gegensatz dazu der Betrieb der OLT stark reduziert wurde; ein Verkauf wurde angestrebt. Ende 1977 hatte man mit dieser Intention das Gros der OLT-Flugzeuge veräußert und das Personal auf drei Techniker und drei Mitarbeiter im Flugbetrieb zurückgefahren, bis die Gesellschaft schließlich am 22. Dezember 1977 von der AG Ems unter der Leitung von Maximilian Graf von Spee übernommen und endgültig von der DLT getrennt wurde. Der Inselflugbetrieb wurde anschließend wieder erweitert und nach einer weiteren Aufspaltung im Jahre 2012 besteht das Unternehmen noch heute als OFD Ostfriesischer Flugdienst.

#### Firmensitzverlegung und Inbetriebnahme der Shorts 330
Die DLT verlegte ihren Firmensitz indes zum 26. Mai 1977 nach Frankfurt und änderte den Namen in Deutsche Luftverkehrsgesellschaft mbH – German Domestic Airlines. Zuvor hatte sie am 28. Februar als erste europäische Betreiberin eine Shorts 330 in die Flotte aufgenommen. Zwecks vorheriger Evaluierung des neuen Fluggeräts war ein Teil des DLT-Managements unangekündigt mit den bereits ausgelieferten Shorts der Time Air of Canada geflogen, und nach der Übergabe am Flughafen Münster/Osnabrück im Beisein von Baron von Kaltenborn-Stachau wurde die Maschine anschließend, gegen Ende März 1977, auf den DLT-Verbindungen von Frankfurt nach Saarbrücken und Münster eingesetzt. Zu diesem Zeitpunkt wurden 93 Mitarbeiter bei einem Jahresumsatz von 14,1 Mio. DM beschäftigt. Die weitere Planung der DLT zielte auf eine Doppelstrategie ab: Einerseits wollte man weiterhin im Ergänzungsluftverkehr tätig bleiben, andererseits aber auch den Einsatz mehrerer Boeing 737-200 Advanced im Charterbereich anvisieren. Culmann befand infolgedessen für die Lufthansa, dass eine Zusammenarbeit, dort wo es möglich war, zu erfolgen und, dort wo es hinderlich war, zu unterbleiben hatte. So wurde Peter Orlovius auf Seiten der Lufthansa zum „Projektkoordinator Ergänzungsluftverkehr“ benannt, während die AGIV ihrerseits immer mehr auf eine endgültige Entscheidung der Lufthansa pochte, wollte man doch so schnell wie möglich in das Charterfluggeschäft einsteigen. Culmann versuchte Niethammer in einem Gespräch, im Hinblick auf mögliche Konkurrenz für die damalige Lufthansa-Tochter Condor, davon abzubringen. Niethammer wollte seinerseits jedoch keine festen Zusagen treffen und ließ sich zwecks einer guten Verhandlungsposition alle Möglichkeiten offen. Dennoch wurden die Pläne für den Charterflug von der DLT bis Ende Sommer 1979 aufgeschoben, um den die Verhandlungen kennzeichnenden Termindruck aufzuheben und der Lufthansa Zeit für eine Aufsichtsratssitzung mit Entscheidung über die bevorstehende Zusammenarbeit einzuräumen.
Im Dezember 1977 stellte die DLT beim Bundesverkehrsministerium einen Antrag auf grenzüberschreitende Flüge mit der Shorts 330, unter anderem nach Amsterdam, Rotterdam, Straßburg und Basel. Darüber hinaus akquirierte man im selben Monat eine Beech 99 vom Pleuger Flugdienst – dieser hatte den Betrieb mittlerweile selbst einstellen müssen. Zum 25. Januar 1978 erhöhte die AGIV das Kapital der DLT von 1,5 Mio. DM auf 3 Mio. DM und am 3. April erfolgte die Aufnahme des neu angekündigten Flugplans. Für die Lufthansa verband man nun unter deren Flugnummern fünfmal wöchentlich Hannover und Amsterdam sowie Bremen und Kopenhagen. Unterdessen sah sich die DLT gezwungen, den Flugbetrieb ihrer Tochtergesellschaft Extra Executive Travel Reiseflug einzustellen; die Flugzeuge wurden an die Hersteller retourniert.

#### Lufthansa-Beteiligung und überstürzte Expansion

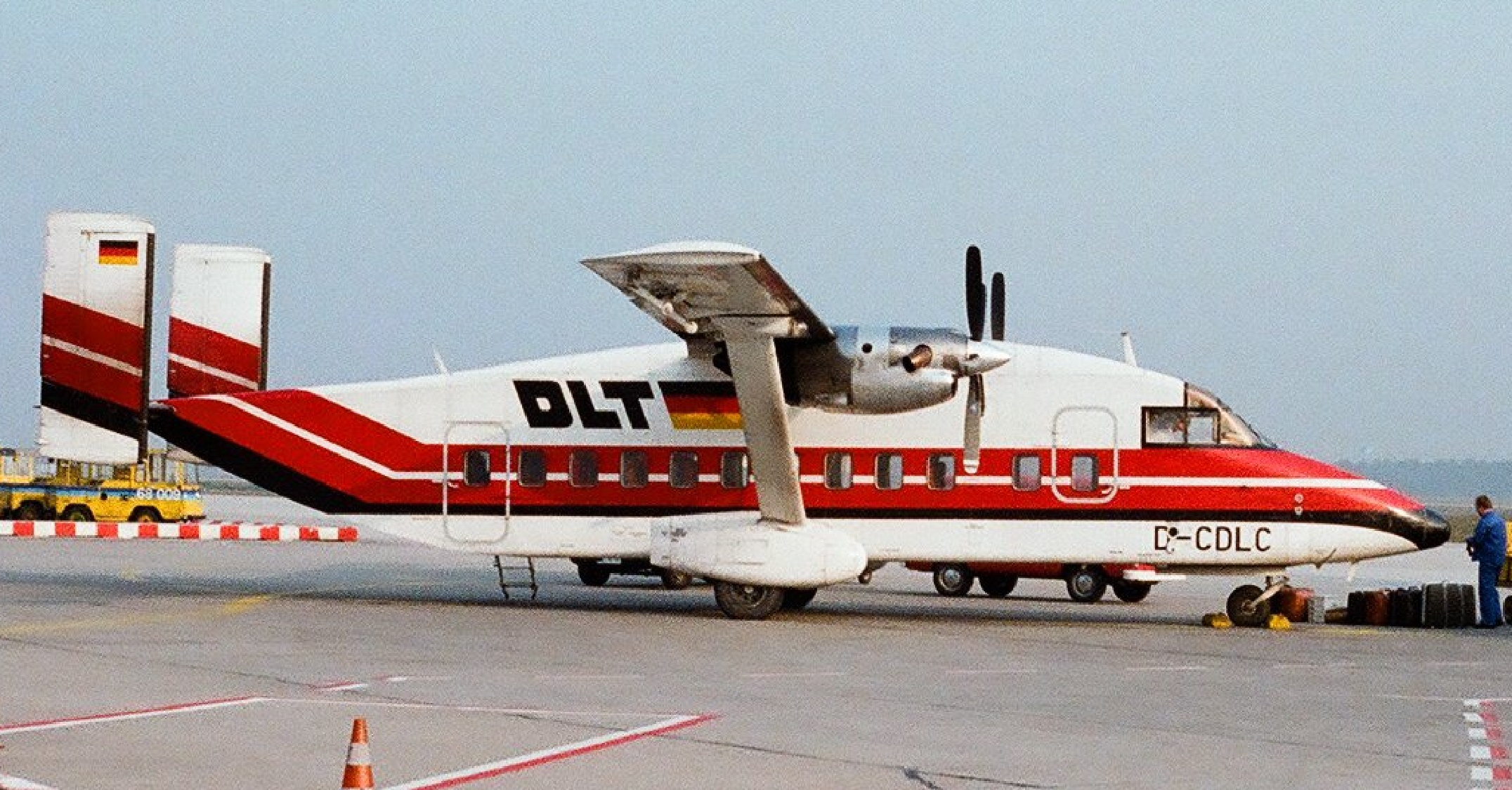
Shorts 330 der DLT auf dem Flughafen Frankfurt, Frühjahr 1983

Am 29. Juni 1978 beschloss der Lufthansa-Aufsichtsrat einen Einstieg bei der DLT: Man wollte sich mit 26 % an der nächsten Kapitalerhöhung von 3 auf 6 Mio. DM beteiligen. Orlovius wurde gemeinsam mit Kaltenborn zum Geschäftsführer bestellt und übernahm die Bereiche Budget, Planung und Verkauf. Die DLT hatte bereits zuvor Abstand von ihren Charterflugplänen genommen, nachdem Neckermann als touristischer Kooperationspartner die Zusammenarbeit kurzfristig abgesagt hatte. Mit dem Einstieg erfolgte ebenfalls eine weitere Namensänderung der DLT. Sie trat nun unter der Bezeichnung DLT Deutsche Luftverkehrsgesellschaft mbH auf. Gleichzeitig wurde man sich darüber bewusst, dass ein Betrieb der Shorts 330 aufgrund ihrer begrenzten Reichweite nicht zukunftsweisend war und so nahm Orlovius die Suche nach einem geeigneten Ersatz auf. Er stellte den Einsatz von De Havilland Dash 7 oder Fokker F-27 zum 1. April 1980 in Aussicht, unter der Bedingung, dass die DLT bis dahin schwarze Zahlen schreibe.

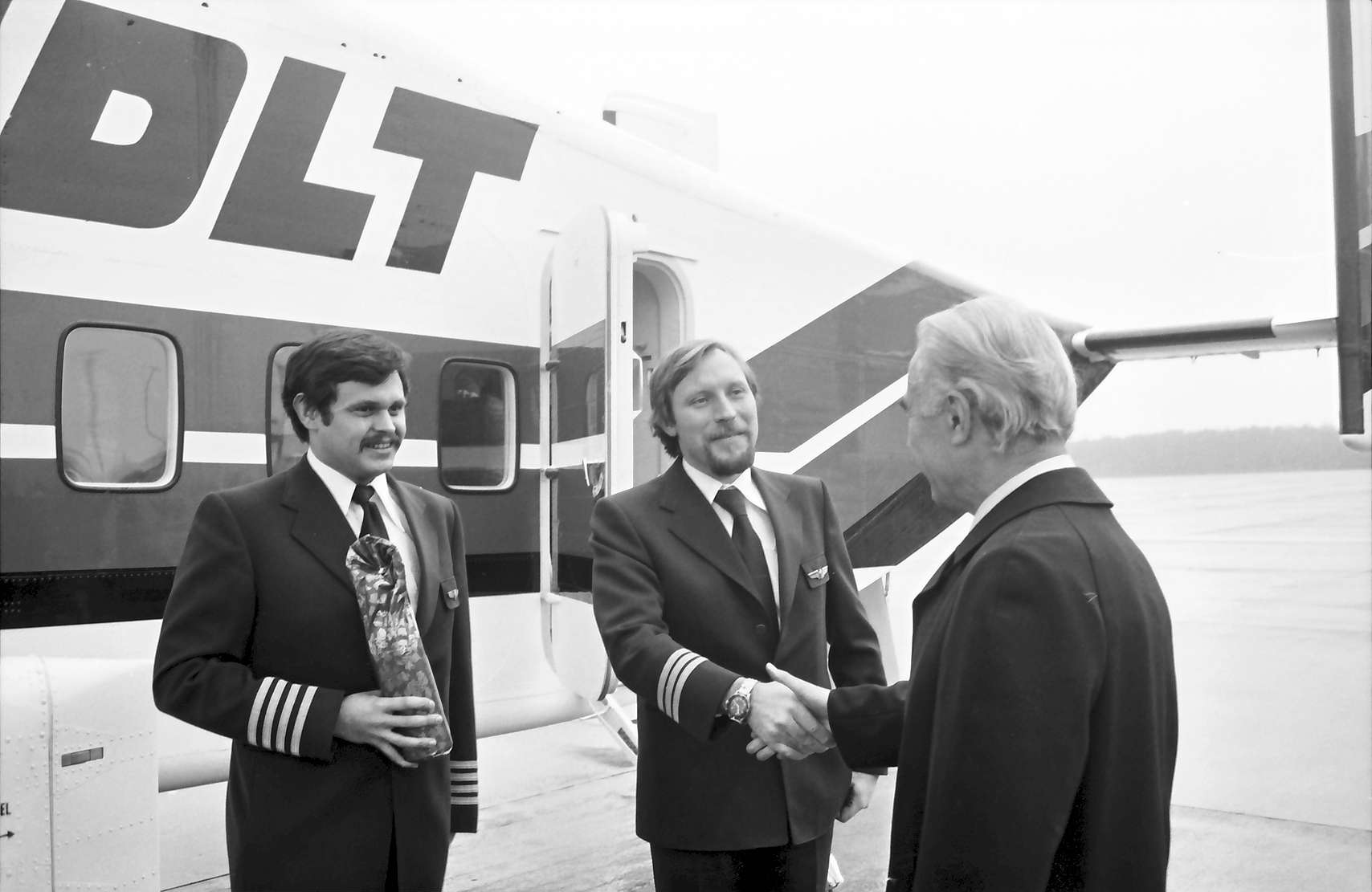
Ankunft einer Shorts 330 aus Frankfurt auf dem Flughafen Basel-Mülhausen. Die Besatzung wird durch den amtierenden Regierungspräsidenten empfangen.

Wenngleich die DLT zwischenzeitlich mit dem Lufthansa-Buchungssystem verbunden war und Passagiere Flüge der DLT über einen Großteil von IATA-Reisebüros buchen konnten, war die wirtschaftliche Lage alles andere als rosig. Dem versuchte man mit weiterer Expansion zu begegnen und so bediente man mit Beginn des Winterflugplans am 1. November 1978 zusätzlich unter Lufthansa-Flugnummern zweimal täglich Frankfurt – Basel und Stuttgart – Hannover sowie einmal täglich München – Basel, Frankfurt – Rotterdam und Münster/Osnabrück – Frankfurt. Der erhoffte wirtschaftliche Effekt blieb aus und der Aufsichtsrat musste in seiner Sitzung am 20. November desselben Jahres feststellen, dass sich die Verluste im ersten Halbjahr auf 3 Mio. DM, bei einer unbefriedigenden Anzahl von 102.000 Passagieren, beliefen. Seitens der Lufthansa wurde die DLT aufgefordert, „die überstürzt erfolgte Expansion auf […] vertretbar[en] Umfang zurückzunehmen.“ Eine Betriebseinstellung wurde als möglich betrachtet und 20 Mitarbeitern gekündigt. Baron von Kaltenborn, der sich stets als Einzelkämpfer beschrieben hatte, schied infolge dieser Ereignisse ebenfalls zum 31. März 1979 mit einer Abfindung aus der DLT aus und lenkte seine Interessen auf den Aufbau der Aero Lloyd. Die DLT strich die mit hohen Verlusten betriebenen Strecken nach Kopenhagen, Amsterdam und Basel wieder.
Trotz des immer noch bestehenden Wunsches nach einer Flottenerneuerung sah sich die DLT gezwungen, so lange wie möglich mit ihren Shorts 330 weiter zu operieren. Ein Angebot über sechs VFW 614, das man im November 1979 erhalten hatte, musste man sowohl wegen der schlechten Wirtschaftlichkeit der Flugzeuge als auch wegen der eigenen schlechten Wirtschaftlichkeit ausschlagen. Bis zur Findung einer endgültigen Lösung mietete man von der Westdeutschen Luftwerbung, kurz WDL, vorübergehend Fokker F-27.

### 1980er-Jahre

#### Mit neuen Flugzeugen im Auftrag der Lufthansa
Zu Beginn des Jahres 1980 fassten AGIV und Lufthansa den Entschluss zur Erhöhung des Stammkapitals auf 16 Mio. DM und zur Beschaffung von drei 48-sitzigen Hawker-Siddeley HS 748. Die Maschinen, welche von den Passagieren oft kritisch betrachtet wurden, verfügten, anders als die Shorts 330, neben Bordküche und Passenger Service Units auch über eine Druckkabine. Die Geschäftsführung der DLT entschied sich mit Hinblick auf die Bemalung im Alleingang und entgegen der Empfehlungen der Lufthansa-Marketingabteilung für ein auffälliges Rot. Mit dem Erwerb der Flugzeuge zum 1. April 1981 verließen gleichzeitig drei Shorts 330 die Flotte der DLT.
Unterdessen versuchte sich die DLT wiederholt an einer Expansion. Auf neue Auslandsverbindungen folgte die Vergrößerung des Inlandsnetzes. Darüber hinaus trat die Lufthansa einige Strecken, die sie selbst mit ihrem großen Fluggerät nur unwirtschaftlich bedienen konnte, an die DLT ab. Doch wie zuvor auch blieb der erhoffte Erfolg aus und statt der eingeplanten 60-prozentigen Auslastung konnte man lediglich 45 % erreichen. Weiter noch kam es auf Seiten der Cockpitbesatzung zu Forderungen nach höheren Gehältern, die von Arbeitsausständen begleitet wurden. Wenngleich ein Anfang 1980 abgeschlossener Tarifvertrag die Wogen glätten konnte, wuchs die Belastung für die Unternehmensfinanzen, in Zeiten von europaweit rezessiven Passagierzahlen, umso mehr. Angesichts dessen verkündete die Geschäftsführung auf einer am 28. August 1981 stattfindenden Gesellschafterversammlung, dass man vom DLT-Stammkapital 50 % verloren habe; Culmann wollte erneut eine Liquidation nicht mehr ausschließen. Die Lufthansa ließ daraufhin eine objektive Analyse anfertigen: Punkte wie mangelnde Pünktlichkeit, ein Service unterhalb der Lufthansa-Standards und eine fehlende Identifikation der Lufthansa mit ihrer Tochtergesellschaft wurden genannt. Darüber hinaus wurde nicht nur der schlechte Ruf der Flugzeuge und die mit ihnen bei den Passagieren verbreiteten Spitznamen wie „feuerrotes Spielmobil“, „rote Rakete“, „Provinz-Concorde“, „Schlafzimmerschrank“, „Schuhkarton“ und „Zigarrenkiste“ aufgezeigt, sondern auch das Fehlen eines Kernnetzes abseits der Lufthansa-Strecken bemängelt. Marketingmaßnahmen konnten wegen mangelnder Mittel überhaupt erst gar nicht durchgeführt werden.

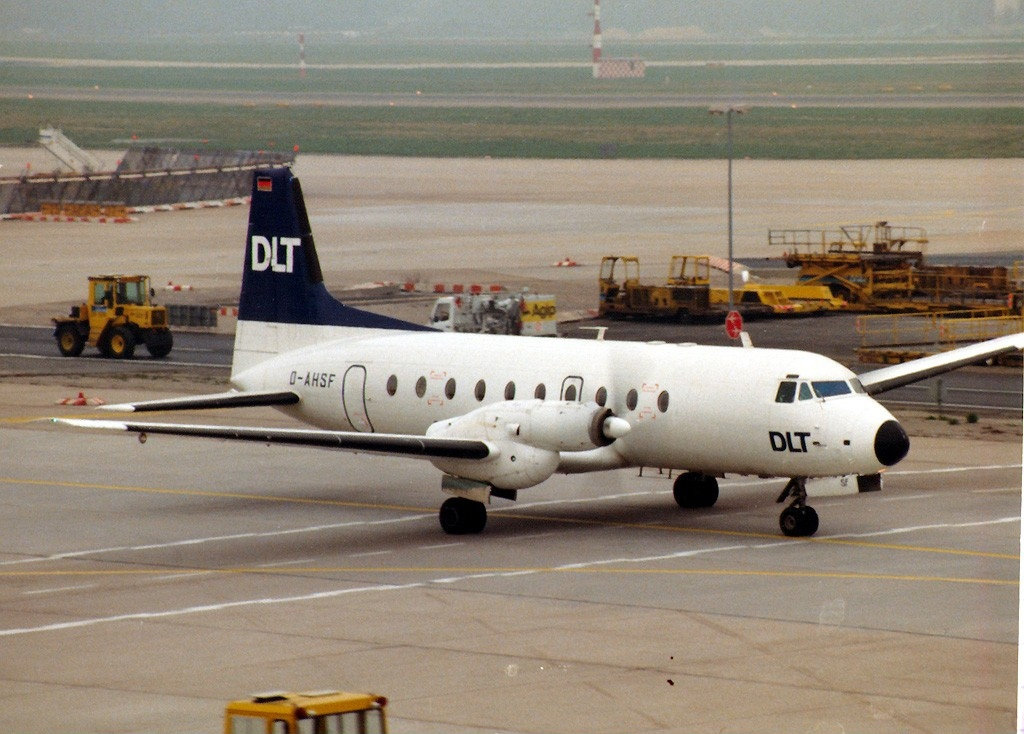
HS 748 in gedeckter und an die Lufthansa angepasster Farbgebung auf dem Flughafen Frankfurt, Frühjahr 1988

Im Angesicht der Analyseergebnisse forderte die Lufthansa von der DLT-Geschäftsführung mit Frist zum 1. April 1982 Wege zur Problemlösung. Die AGIV war mit dieser Vorgehensweise allerdings nicht einverstanden und drängte energisch, die Lufthansa solle Flugzeuge der DLT anmieten. Nach intensiven Verhandlungen konnte sich die AGIV schließlich durchsetzen und so charterte die Lufthansa zu Beginn des Sommers 1982 eine nicht unerhebliche Menge von DLT-Verbindungen. Infolge des Verhandlungsergebnisses wurde die rote Bemalung der HS 748 zum Ende des Winterflugplans 1982 durch eine an die Farbgebung der Lufthansa angepasste, blau-weiß-graue ersetzt. Einige technische Verbesserungsmaßnahmen erlaubten der DLT, die lauten Geräusche der HS-748-Triebwerke zu verringern. Auch in Bezug auf die Flugzeugwartung ergaben sich weitreichende Veränderungen: Nicht nur führte man diese nun zentral am Frankfurter Flughafen durch, auch war man von den festen Flugstundenfristen zu variablen Wartungsabständen übergegangen. Da sich die alleinige Verwendung von Flugzeugen des Typs HS 748 jedoch zu unflexibel gestaltete, mietete die DLT für die Strecke Frankfurt – Saarbrücken im Subcharter erneut eine Fokker F-27 von der WDL. Darüber hinaus operierte auch der Nürnberger Flugdienst mit einem Metroliner auf der Strecke Hamburg – Nürnberg für die DLT; ihre wirtschaftliche Situation konnte sich darauf deutlich verbessern, zeigten doch Marktforschungen und Umfragen wieder Zufriedenheit unter den Passagieren auf. Wenngleich die DLT immer noch nicht vollständig kostendeckend arbeitete, entschied der neue Lufthansa-Vorstandsvorsitzende Heinz Ruhnau am 2. November 1982, dass man mit Ausnahme der Saarbrücken-, Twin-Otter- und Shorts-Flüge ab 1. Januar 1983 alle Verbindungen der DLT anmieten wolle. Etwaige finanzielle Belastungen in Höhe von 6 Mio. DM für den Aufbau eines dichten innerdeutschen Netzes sollten durch den erwarteten Nutzen übertroffen werden. Ruhnau gab in Anbetracht der sich im Regionalflugverkehr abzeichnenden Liberalisierung weiter noch zu verstehen, dass man Slots vor ausländischen Gesellschaften sichern müsse. Dies könne besser über eine der Lufthansa nahestehenden Gesellschaft als über die Lufthansa selbst erfolgen.

#### Einführung der Embraer 120 und der Fokker 50
Unterdessen zeichnete sich in ganz Europa ein gesteigertes Interesse an grenzüberschreitenden Flügen ab. Diese Entwicklungen wurden durch eine 1982 durchgeführte Umfrage des Deutschen Industrie- und Handelskammertags gestützt, in welcher eine Vielzahl von Unternehmen Bedarf an zeitgünstigen und schnellen Flügen mit kleinem Fluggerät angaben. Mit Hinblick auf die Ergebnisse dieser Umfrage schloss die Lufthansa am 2. November 1983, nach langwierigen Verhandlungen, einen neuen Kooperationsvertrag mit der AGIV. Obwohl die letztgenannte Gesellschaft trotz der sich bessernden Geschäftszahlen sogar mit der Liquidation der DLT drohte, konnte sich schließlich die Lufthansa durchsetzen und so wurde in einem frühestens Ende 1987 kündbaren Vertrag festgelegt, dass eine Gewinnausschüttung erst nach Ausgleich des Verlustvortrages zu erfolgen hatte. Infolge dieser Einigung entschied die DLT, die Suche nach geeigneten neuen Flugzeugtypen zu intensivieren. Ein besonderes Augenmerk lag auf Maschinen im Bereich um 30 Sitzplätze, hatte die Geschäftsführung der DLT doch entschieden, 20-Sitzer ausschließlich zu mieten, um den Verdrängungskampf mit den etablierten, kleineren Gesellschaften zu meiden; Unternehmen wie der NFD, die WDL, Contact Air und Delta Air fanden sich unter den Partnern der DLT. Zunächst stand jedoch die Auslieferung von drei weiteren HS 748 an, die man allesamt 1984 mit Rückkaufgarantien des Herstellers in die eigene Flotte übernahm. Nachdem bereits im Februar desselben Jahres die vorletzte Shorts 330 ausgemustert worden war, folgte im Oktober das letzte Flugzeug. Beide konnten Anfang 1985 endgültig verkauft werden, bevor Rolf Stüssel und Ernst Simon aus der Lufthansa-Ingenieurdirektion die Studien zur Flottenentwicklung wieder aufnahmen und letztlich zu dem Ergebnis kamen, dass die Embraer EMB 120 Brasilia im Bereich der 30-sitzigen Maschinen am besten für die Belange der DLT geeignet sei. Bei den Maschinen mit 50 Sitzplätzen fiel die Entscheidung auf die Fokker 50. Im Februar 1985 bestellte man sodann sechs Fokker 50 und sechs weitere Optionen, während die Vertragsunterzeichnung über fünf Embraer 120 und fünf weitere Optionen als erster europäischer Kunde am 12. April desselben Jahres verkündet werden konnte.
Im Zuge einer am 15. Mai 1985 stattfindenden DLT-Kapitalerhöhung von 16 auf 20 Mio. DM konnte die Lufthansa ihren Anteil auf 40 % ausbauen. Ferner hatte die DLT mit 342.370 transportierten Passagiere an die Spitze der deutschen Regionalfluggesellschaften aufsteigen können; erstmals schrieb das Unternehmen mit einem Jahresüberschuss von 2 Mio. DM wieder schwarze Zahlen. So zählte man Ende 1985 inklusive der 13 Auslandsverbindungen 27 Ziele, während Reinhardt Abraham von der Lufthansa zum stellvertretenden Aufsichtsratsvorsitzenden der DLT bestellt wurde. Wenngleich letztgenannter einen geringen Sitzplatzladefaktor von 54 % und steigende Stückkosten bemängelte, steigerte die DLT ihre Passagierzahlen kontinuierlich. Hierzu trug auf der einen Seite der anhaltende Regionalflug-Boom und auf der anderen Seite ein zwischen Deutschland und Großbritannien verabschiedetes Abkommen, das Direktflüge zwischen Düsseldorf und einigen britischen Großstädten erlaubte, bei.

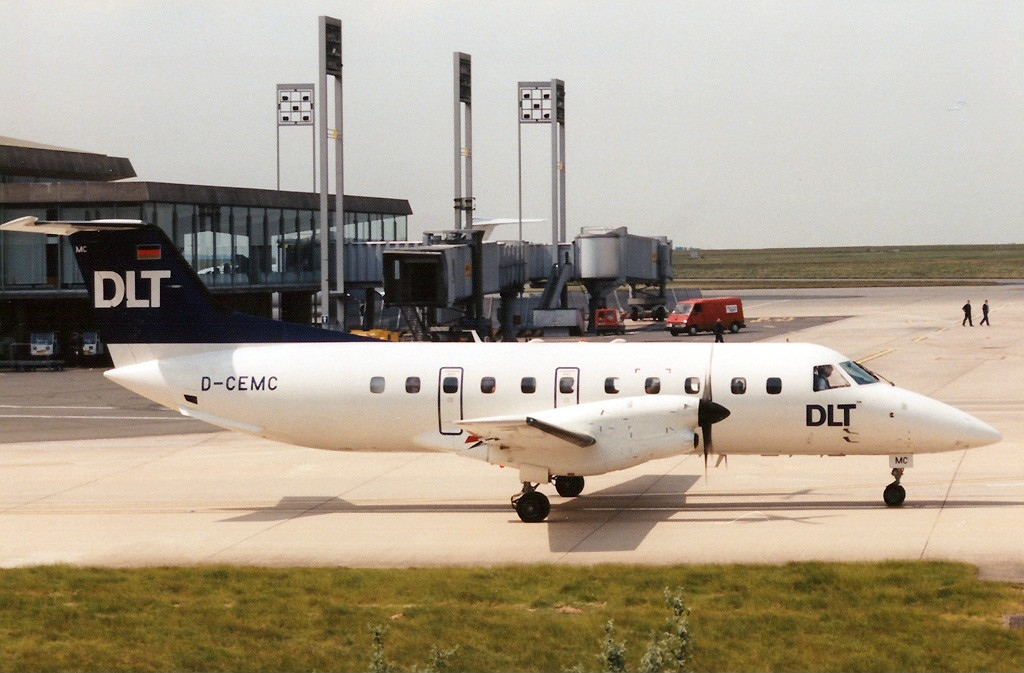
Embraer 120 auf dem Pariser Flughafen Charles de Gaulle, Sommer 1989

In der Zwischenzeit gab es jedoch Verzögerungen bei der Auslieferung der neu bestellten Maschinen vom Typ Embraer 120. Hierdurch bedingt sah sich die DLT zwecks Überbrückung gezwungen, vorerst zwei Maschinen zu leasen. Der erste Einsatz des neuen Flugzeugmusters erfolgte auf der Verbindung Münster – Frankfurt am 3. Februar 1986 im Beisein von Heinz Ruhnau. Dabei stellte man allerdings erste Anlaufschwierigkeiten fest: Nicht nur froren die Antriebselemente der Höhenrudertrimmung bei Temperaturen unter −40 °C ein, auch ergaben sich in der Kabine zum Beispiel einige Probleme mit den Klapptischen. Nach diversen technischen Modifikationen erfreute sich das Flugzeug aber trotzdem insbesondere bei Peter Orlovius und den vielfliegenden Geschäftsleuten, die rund 90 % der Passagiere der DLT ausmachten, einer großen Beliebtheit. Die Einführung der neuen Flugzeuge machte neben einer Kapitalerhöhung auf 40 Mio. DM bei Beibehaltung gleicher Anteile auch die Beschäftigung neuer Piloten notwendig; im April 1987 wurde Barbara Mörl-Weidig als erste Frau auf der Embraer 120 zur Kapitänin befördert. Ihr ging zwar schon 1977 Rita Maiburg auf der Twin Otter voraus, diese war jedoch bereits kurze Zeit später bei einem Autounfall auf dem Weg zum Flughafen Münster/Osnabrück tödlich verunglückt.

#### Die DLT in der Kritik
Des Weiteren sorgten einige Störungen im Zeitraum von 1985 bis 1986 für Kritik an der DLT: Nicht nur stellten die Piloten einer HS 748 nach Meldung eines Triebwerksbrandes, die lediglich auf eine Fehlfunktion des zuständigen Warnsystems zurückzuführen war, das falsche Triebwerk ab, auch hatten einige HS-748-Besatzungen ihre Landanflüge trotz ungenügender Sichtweite und starken Winden zu Ende geführt. In einem anderen Fall drehte die Crew einer HS 748 die Glühlampe für die Warnung über geöffnete Türen nach Kontrolle des betroffenen Ausgangs heraus, obwohl ebendieses Warnsystem nach dem Absturz von Dan-Air-Flug 20 vom Hersteller auf die Minimum Equipment List gesetzt worden war. Darüber hinaus ereignete sich auf dem von der WDL am 10. Januar 1986 durchgeführten DLT-Flug-135 ein weiterer Zwischenfall: Als die eingesetzte Fokker F-27 kurz nach dem Abheben starke Vibrationen erfuhr, entschied sich der Pilot den Start abzubrechen, sodass die Maschine aus 15 Metern Höhe auf die Landebahn sackte; 5 Personen wurden verletzt. Während der letztgenannte Vorfall mit denen im Verlauf einer umfassenden WDL-Betriebserweiterung entstandenen Flugbetriebsschwierigkeiten begründet wurde, unternahmen sowohl die DLT als auch das Luftfahrt-Bundesamt Maßnahmen zur Verhinderungen solcher Zwischenfälle.
Am 7. August 1987 traf die erste Fokker 50 bei der DLT ein; bis Jahresende zählte man sieben der Maschinen. Zum 31. Januar 1988 verließ Peter Orlovius die DLT, um in die Lufthansa Commercial Holding zu wechseln. Auf seine Funktion als Vorsitzender der Geschäftsführung folgte Konrad Liessmann; Prokurist Richard Heideker übernahm die Rolle des stellvertretenden Geschäftsführers. Die Lufthansa erklärte den Ausbau des dezentralen Luftverkehrs zum nächsten Ziel, wollte man doch Engpasssituationen an den Knotenpunkten vermeiden und auch den Luftraum entlasten. So steuerte die DLT, die sich zwischenzeitlich mit 24,8 % an der Stuttgarter Contact Air beteiligt hatte, im Sommer desselben Jahres mit 19 Flugzeugen, von der Embraer 120 über die HS 748 bis hin zur Fokker 50, rund 42 Flugziele an. Hierdurch bedingt konnte man rund 40 % des deutschen Regionalflugverkehrs auf sich vereinen. Mehr noch beteiligte man sich angesichts der hohen Kosten für die externe Ausbildung von Piloten zusammen mit der Lufthansa und der kurzzeitig wiederbelebten Condor-Tochtergesellschaft Südflug an der Einrichtung der Airline Transport Training International in Arizona. Die steigenden Passagierzahlen und die wachsende Akzeptanz der Turboprop-Flugzeuge hatten ebenfalls maßgeblich zu dieser Entscheidung beigetragen, wenngleich die DLT bereits im Juni 1989 die Suche nach einem strahlgetriebenen Ersatz für ebendiese Turboprop-Flugzeuge aufnahm. Besonders evaluierte man den Einsatz des im März desselben Jahres angekündigten Canadair Regional Jet, kurz CRJ.
Im Zuge der sich abzeichnenden Investitionen entschied sich die AGIV der Lufthansa den Mehrheitsanteil an der DLT zu überlassen – man fürchtete, dass eine alleinige Konzentrierung auf die DLT mit der eigenen Rolle als Mischkonzern und dem Willen der Investoren nicht vereinbar sei. Das Bundeskartellamt hatte sein Einverständnis zu dieser Entscheidung bereits im Juni 1989 erteilt, sodass die Lufthansa schließlich im Zuge einer Kapitalerhöhung auf 50 Mio. DM ihre Gesellschaftsanteile auf 52 % aufstocken konnte. Infolgedessen übernahm Reinhardt Abraham den Aufsichtsratsvorsitz der DLT, sein Stellvertreter wurde Karl-Hermann Krauß.

### 1990–1992

#### Strahlflugzeuge im Angesicht von Wachstum und Kriegsauswirkungen

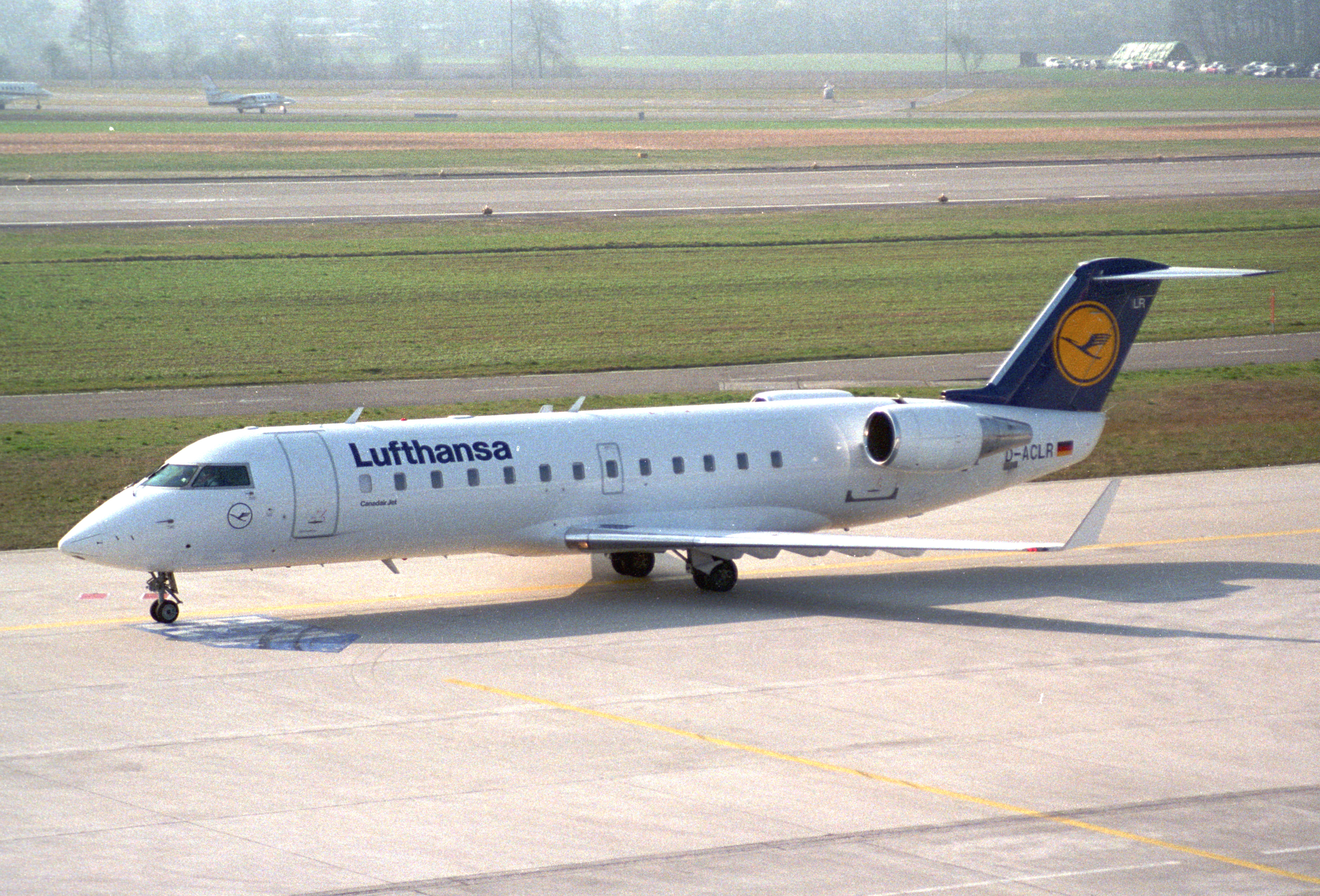
Bildeten später das Rückgrat der Lufthansa-CityLine-Flotte: Flugzeuge vom Typ Canadair Regional Jet.

Am 15. Mai 1990 bestellte man sodann als europäischer Erstkunde auf der damals in Hannover stattfindenden ILA 13 Maschinen des Typs Canadair Regional Jet im Wert von 250 Mio. US-$; hinzu kamen 12 weitere Optionen. Das strahlgetriebene 50-sitzige Flugzeug hatte die DLT-Geschäftsführung mit seiner Reichweite, Geschwindigkeit, dem Head-up-Display und der Möglichkeit zur CAT-III-Landung überzeugen können. Im Gegensatz zu den vorherigen Flottenentscheidungen leitete man nach Abschluss der Bestellung in Zusammenarbeit mit Canadair und CAE den Aufbau eines CRJ-Flugsimulatorzentrums am Flughafen Berlin-Schönefeld ein. Anders gestaltete sich die Situation hingegen bei den vor fünf Jahren beschafften Embraer 120: Sie erwiesen sich als zu klein und in Anbetracht des stark wachsenden Regionalflugmarktes als nicht zukunftsweisend. Im Sommer 1990 traf man daher die Entscheidung zur Ausmusterung der Maschinen. Sie wurden in Zusammenarbeit mit Dornier über die DLT-Tochtergesellschaft DLT of USA an Midway Airlines nach Chicago verleast, wo sie die Zeit bis zum Eintreffen der neuen Dornier 328 überbrücken sollten. Es folgte eine Bestellung für fünf weitere Fokker 50. Im Zuge der Wiedervereinigung nahm die DLT ab dem 18. Oktober 1990 auch Flüge zum Flughafen Berlin-Tegel auf, und so zählte man zu dieser Zeit insgesamt 52 innerdeutsche und 152 grenzüberschreitende Verbindungen.
Die Auswirkungen des Zweiten Golfkriegs versetzten der prosperierenden DLT 1991 hingegen einen starken Dämpfer, griffen doch immer mehr Personen aus Angst vor terroristischen Anschlägen auf Auto und Bahn zurück. Diesem starken Einbruch der Passagierzahlen entgegnete die DLT, indem sie 20 Prozent ihrer Verbindungen strich, kurzfristig zwei Fokker 50 stilllegte und die an den Standorten Hamburg und München vertretenen Technikstellen samt ihrer Verwaltung am Flughafen Köln/Bonn bündelte. Hiervon ausgenommen blieb das in Alzey angesiedelte Tochterunternehmen DLT A.E.R.O Services, das sich mit der Instandhaltung von Triebwerken beschäftigte. Außerdem führte man Kurzarbeit ein und reduzierte die Anzahl der Flugbegleiter an Bord der Fokker 50 auf eine einzige Person; das Luftfahrt-Bundesamt hatte der DLT nach einer vorhergehenden Evakuierungsübung eine Ausnahmegenehmigung erteilt. Niethammer verließ im selben Jahr die DLT, nachdem er die AGIV um die Entbindung von seinen Aufgaben ersucht hatte, um einen alten Familienbetrieb in Sachsen fortzuführen und in den Verwaltungsrat der Treuhandanstalt zu wechseln. Wenngleich diese Maßnahmen zum Überleben der Gesellschaft beitrugen, sah man sich zum Ende des Jahres 1991 – nach dem Aus der Kampfhandlungen – mit einer um die Hälfte gesunkenen Wachstumsrate, einer gefallenen Flottenauslastung und einem Bilanzverlust von über 8 Mio. DM konfrontiert. Nichtsdestotrotz hatten die 1991 getroffenen Maßnahmen dazu beigetragen, die Kostenstruktur der DLT zu rationalisieren und sie auf den zunehmenden internationalen Wettbewerb auszurichten. Als Konsequenz dieser umfassenden Umstrukturierungsmaßnahmen entschied sich der Lufthansa Vorstand am 8. Oktober 1991 für eine Umbenennung der Gesellschaft, die Zustimmung des DLT-Aufsichtsrats folgte zehn Tage später.

#### Umfirmierung
Am 29. März 1992 wurde so zum Einsetzen des neuen Sommerflugplans aus der DLT die Lufthansa CityLine. Der Tag markierte das Ergebnis einer mehrjährigen Entwicklung: Aus der einstigen Inselfluggesellschaft war eine europaweit operierende Linienfluggesellschaft geworden. Sie sollte bereits in naher Zukunft als erste Fluggesellschaft den Canadair Regional Jet betreiben, einer der weltgrößten Betreiber der Fokker 50 werden und ihr Streckennetz wieder ausbauen. Nach einer Übergangsphase, in der die Flugzeuge der Lufthansa CityLine aus tarifrechtlichen Gründen mit einem von der Muttergesellschaft abweichenden Logo operierten, übernahm die Lufthansa gegen Ende des Jahres 1992 schließlich auch die restlichen Gesellschaftsanteile von der AGIV; letztere schied damit nach fast 22 Jahren aus dem Unternehmen aus, wenngleich Horst-Udo Ulbig der Lufthansa CityLine auch nach der DLT-Umfirmierung in seiner ursprünglichen Rolle als Flugbetriebsleiter und Prokurist bis zu seinem Ausscheiden im Dezember 2005 erhalten blieb.

## Flugziele
Die DLT unterhielt neben einem Netz von zahlreichen innerdeutschen Regionalverbindungen auch Strecken zu größeren Städten in verschiedenen Teilen Europas. Zum Zeitpunkt der Umfirmierung führte man täglich 200 Flüge zu 55 Zielen in 15 Ländern durch.
Die zwei nachfolgenden Tabellen ermöglichen den Vergleich zwischen den im Winter 1974/75 und Sommer 1988 angeflogenen Flughäfen:

Cover des DLT-Winterflugplans von 1974/75 mit grafischer Streckennetzdarstellung

| Land        | Flughafen |
| ----------- | --- |
| Deutschland | - Bayreuth - Düsseldorf - Frankfurt - Friedrichshafen - Hof-Plauen - Kassel-Calden - Köln/Bonn - Münster/Osnabrück - Nürnberg - Stuttgart |
| Schweiz     | - Zürich |

| Land                                   | Flughafen |
| -------------------------------------- | --- |
| Deutschland                            | - Bremen - Düsseldorf - Frankfurt - Hamburg - Hannover-Langenhagen - Köln/Bonn - München-Riem - Münster/Osnabrück - Nürnberg - Saarbrücken - Stuttgart - Sylt |
| Belgien                                | - Brüssel-Zaventem |
| Dänemark                               | - Kopenhagen-Kastrup |
| Frankreich                             | - Bastia - Lyon - Marseille - Nizza - Paris-Charles-de-Gaulle - Toulouse-Blagnac                                                                              |
| Italien                                | - Bologna - Mailand-Linate - Turin - Triest - Venedig-Tessera                                                                                                 |
| Kroatien                               | - Zagreb |
| Niederlande                            | - Amsterdam Schiphol - Eindhoven |
| Norwegen                               | - Bergen |
| Österreich                             | - Graz - Linz - Wien-Schwechat |
| Schweden                               | - Göteborg/Landvetter |
| Schweiz                                | - Genf - Zürich |
| Vereinigtes Königreich Guernsey Jersey | - Birmingham - Bristol - Glasgow - Guernsey - Jersey - London Gatwick - Manchester                                                                            |

## Flotte
Die DLT setzte bis zu ihrer Umfirmierung zur Lufthansa Cityline am 29. März 1992 die folgenden Flugzeuge ein; die sich zu diesem Datum in der Flotte befindlichen zwölf Maschinen sind grau hinterlegt, während die Flugzeuge der DLT-Subunternehmer unter dem schwarzen Trennstrich zu finden sind:
| Flugzeugtyp                          | Anzahl | Luftfahrzeugkennzeichen | Indienststellung des ersten Flugzeugs | Außerdienststellung des letzten Flugzeugs | Bemerkungen |
| ------------------------------------ | ------ | ----------------------- | ------------------------------------- | ----------------------------------------- | --- |
| Beechcraft Model 99                  | 1      | D-IBPF                  | 1978                                  | 1978                                      | |
| De Havilland Canada DHC-6 Twin Otter | 6      | D-IBFD                  | 1974                                  | 1981                                      | |
| De Havilland Canada DHC-6 Twin Otter | 6      | D-IDCT                  | 1974                                  | 1981                                      | |
| De Havilland Canada DHC-6 Twin Otter | 6      | D-IDLT                  | 1974                                  | 1981                                      | |
| De Havilland Canada DHC-6 Twin Otter | 6      | D-IDOT                  | 1974                                  | 1981                                      | |
| De Havilland Canada DHC-6 Twin Otter | 6      | D-IDWT                  | 1974                                  | 1981                                      | |
| De Havilland Canada DHC-6 Twin Otter | 6      | D-IKST                  | 1974                                  | 1981                                      | |
| Embraer EMB 120 Brasilia             | 14     | PH-SIH                  | 1986                                  | 1987                                      | Von Embraer geleast. |
| Embraer EMB 120 Brasilia             | 14     | PH-SIJ                  | 1986                                  | 1987                                      | Von Embraer geleast. |
| Embraer EMB 120 Brasilia             | 14     | D-CEMA                  | 1986                                  | 1990                                      | Nach Außerdienststellung über die Tochtergesellschaft DLT of USA an Midway Airlines verleast. Anschließend weltweiter Verkauf. |
| Embraer EMB 120 Brasilia             | 14     | D-CEMB                  | 1986                                  | 1990                                      | Nach Außerdienststellung über die Tochtergesellschaft DLT of USA an Midway Airlines verleast. Anschließend weltweiter Verkauf. |
| Embraer EMB 120 Brasilia             | 14     | D-CEMC                  | 1986                                  | 1990                                      | Nach Außerdienststellung über die Tochtergesellschaft DLT of USA an Midway Airlines verleast. Anschließend weltweiter Verkauf. |
| Embraer EMB 120 Brasilia             | 14     | D-CEMD                  | 1986                                  | 1990                                      | Nach Außerdienststellung über die Tochtergesellschaft DLT of USA an Midway Airlines verleast. Anschließend weltweiter Verkauf. |
| Embraer EMB 120 Brasilia             | 14     | D-CEME                  | 1986                                  | 1990                                      | Nach Außerdienststellung über die Tochtergesellschaft DLT of USA an Midway Airlines verleast. Anschließend weltweiter Verkauf. |
| Embraer EMB 120 Brasilia             | 14     | D-CEMF                  | 1986                                  | 1990                                      | Nach Außerdienststellung über die Tochtergesellschaft DLT of USA an Midway Airlines verleast. Anschließend weltweiter Verkauf. |
| Embraer EMB 120 Brasilia             | 14     | D-CEMG                  | 1986                                  | 1990                                      | Nach Außerdienststellung über die Tochtergesellschaft DLT of USA an Midway Airlines verleast. Anschließend weltweiter Verkauf. |
| Embraer EMB 120 Brasilia             | 14     | D-CEMH                  | 1986                                  | 1990                                      | Nach Außerdienststellung über die Tochtergesellschaft DLT of USA an Midway Airlines verleast. Anschließend weltweiter Verkauf. |
| Embraer EMB 120 Brasilia             | 14     | D-CEMI                  | 1986                                  | 1990                                      | Nach Außerdienststellung über die Tochtergesellschaft DLT of USA an Midway Airlines verleast. Anschließend weltweiter Verkauf. |
| Embraer EMB 120 Brasilia             | 14     | D-CEMJ                  | 1986                                  | 1990                                      | Nach Außerdienststellung über die Tochtergesellschaft DLT of USA an Midway Airlines verleast. Anschließend weltweiter Verkauf. |
| Embraer EMB 120 Brasilia             | 14     | D-CEMK                  | 1986                                  | 1990                                      | Nach Außerdienststellung über die Tochtergesellschaft DLT of USA an Midway Airlines verleast. Anschließend weltweiter Verkauf. |
| Embraer EMB 120 Brasilia             | 14     | D-CEML                  | 1986                                  | 1990                                      | Nach Außerdienststellung über die Tochtergesellschaft DLT of USA an Midway Airlines verleast. Anschließend weltweiter Verkauf. |
| Fokker 50                            | 12     | PH-DMO                  | 1989                                  | 1991                                      | |
| Fokker 50                            | 12     | D-AFKA                  | 1987                                  | 1997                                      | Ein Teil der Maschinen wurde nach Außerdienststellung an die Contact Air übergeben.                                            |
| Fokker 50                            | 12     | D-AFKB                  | 1987                                  | 1997                                      | Ein Teil der Maschinen wurde nach Außerdienststellung an die Contact Air übergeben.                                            |
| Fokker 50                            | 12     | D-AFKC                  | 1987                                  | 1997                                      | Ein Teil der Maschinen wurde nach Außerdienststellung an die Contact Air übergeben.                                            |
| Fokker 50                            | 12     | D-AFKD                  | 1987                                  | 1997                                      | Ein Teil der Maschinen wurde nach Außerdienststellung an die Contact Air übergeben.                                            |
| Fokker 50                            | 12     | D-AFKE                  | 1987                                  | 1997                                      | Ein Teil der Maschinen wurde nach Außerdienststellung an die Contact Air übergeben.                                            |
| Fokker 50                            | 12     | D-AFKF                  | 1987                                  | 1997                                      | Ein Teil der Maschinen wurde nach Außerdienststellung an die Contact Air übergeben.                                            |
| Fokker 50                            | 12     | D-AFKG                  | 1987                                  | 1997                                      | Ein Teil der Maschinen wurde nach Außerdienststellung an die Contact Air übergeben.                                            |
| Fokker 50                            | 12     | D-AFKX                  | 1987                                  | 1997                                      | Ein Teil der Maschinen wurde nach Außerdienststellung an die Contact Air übergeben.                                            |
| Fokker 50                            | 12     | D-AFKY                  | 1987                                  | 1997                                      | Ein Teil der Maschinen wurde nach Außerdienststellung an die Contact Air übergeben.                                            |
| Fokker 50                            | 12     | D-AFKZ                  | 1987                                  | 1997                                      | Ein Teil der Maschinen wurde nach Außerdienststellung an die Contact Air übergeben.                                            |
| Hawker-Siddeley HS 748 2 B           | 8      | G-BCDZ                  | 1981                                  | 1991                                      | Von British Aerospace geleast.                                                                                                 |
| Hawker-Siddeley HS 748 2 B           | 8      | G-BGJV                  | 1981                                  | 1991                                      | Von British Aerospace geleast.                                                                                                 |
| Hawker-Siddeley HS 748 2 B           | 8      | D-AHSA                  | 1981                                  | 1991                                      | Vor Außerdienststellung an British Airways verleast.                                                                           |
| Hawker-Siddeley HS 748 2 B           | 8      | D-AHSB                  | 1981                                  | 1991                                      | Vor Außerdienststellung an British Airways verleast.                                                                           |
| Hawker-Siddeley HS 748 2 B           | 8      | D-AHSC                  | 1981                                  | 1991                                      | Vor Außerdienststellung an British Airways verleast.                                                                           |
| Hawker-Siddeley HS 748 2 B           | 8      | D-AHSD                  | 1981                                  | 1991                                      | |
| Hawker-Siddeley HS 748 2 B           | 8      | D-AHSE                  | 1981                                  | 1991                                      | |
| Hawker-Siddeley HS 748 2 B           | 8      | D-AHSF                  | 1981                                  | 1991                                      | |
| Shorts 330                           | 7      | D-CBVK                  | 1977                                  | 1984                                      | |
| Shorts 330                           | 7      | D-CDLA                  | 1977                                  | 1984                                      | |
| Shorts 330                           | 7      | D-CDLB                  | 1977                                  | 1984                                      | |
| Shorts 330                           | 7      | D-CDLC                  | 1977                                  | 1984                                      | |
| Shorts 330                           | 7      | D-CDLD                  | 1977                                  | 1984                                      | |
| Shorts 330                           | 7      | D-CDLT                  | 1977                                  | 1984                                      | |
| Shorts 330                           | 7      | D-CODO                  | 1977                                  | 1984                                      | |
| ATR 42-300                           |        |                         |                                       |                                           | Betrieben durch Cimber Air. |
| British Aerospace Jetstream 31       |        |                         |                                       |                                           | Betrieben durch Contact Air.                                                                                                   |
| De Havilland Canada DHC-8-100        |        |                         |                                       |                                           | Betrieben durch Air Ontario und Contact Air.                                                                                   |
| De Havilland Canada DHC-8-300        |        |                         |                                       |                                           | Betrieben durch Contact Air.                                                                                                   |
| Fokker F-27-100 Friendship           |        |                         |                                       |                                           | Betrieben durch WDL. |
| Fokker 50                            |        |                         |                                       |                                           | Betrieben durch Maersk Air. |
| Fairchild Metroliner                 |        |                         |                                       |                                           | Betrieben durch Nürnberger Flugdienst und City-Flug.                                                                           |

Anmerkung
1. ↑  Im Falle der Fokker 50 erhielt man nach der Umfirmierung zur Lufthansa CityLine noch weitere Exemplare dieses Typs. Sie wurden in die obenstehende Tabelle nicht aufgenommen.

## Erscheinungsbild
Die DLT, die zeit ihres Bestehens nach außen vornehmlich auch nur unter dieser Abkürzung auftrat, verwendete bis zur vollständigen Übernahme durch die Lufthansa gegen Ende 1992 die nachstehenden vier Logos:
| Logo | Verwendungszeitraum | Anmerkung |
| ---- | ------------------- | --- |
|      | bis Ende 1974       | ursprüngliches OLT-Firmenlogo |
|      | 1975–1981           | Gegen Jahresende 1974 modifizierte man das vormalige OLT-Firmenlogo durch Zuspitzen des ersten Buchstabens so, dass Außenstehende diesen einerseits als ein „D“ für DLT und andererseits als ein „O“ für OLT interpretieren konnten. Dadurch bedingt ließen sich alle Flugzeuge von OLT und DLT auch untereinander ohne Ansehensverlust einsetzen, reagierten doch viele Passagiere mit Gelächter, als sie den Namen Ostfriesische Lufttransport hörten. |
|      | 1981–1992           | Die aufrecht stehenden „DLT“-Buchstaben wurden zunächst in weiß-invertiert für das rote Seitenleitwerk der HS 748 verwendet, bevor sie schließlich im Zuge der Anpassung an die Farbgebung der Lufthansa einen Blauton erhielten. |
|      | 1992                | Am 29. März 1992 eingeführtes, interimsweise verwendetes CityLine-Logo mit Flügelsymbol, das aus tarifrechtlichen Gründen auf den Kranich und den Zusatz Lufthansa verzichtete, aber bereits das spätere Firmenlogo erahnen ließ. Noch heute tragen die CRJ der Lufthansa CityLine dieses Logo verkleinert neben ihrer Einstiegstür. |

## Basisdaten

Diagramme

Die nachstehende Tabelle gibt Überblick über die Daten der DLT im Zeitraum von 1974 bis 1991:
| Jahr | Passagiere | Umsatz in Mio. DM | Mitarbeiter |
| ---- | ---------- | ----------------- | ----------- |
| 1974 | 21.622     | 6,0               | 59          |
| 1975 | 37.049     | 9,2               | 89          |
| 1976 | 52.848     | 12,1              | 57          |
| 1977 | 72.821     | 14,1              | 96          |
| 1978 | 160.078    | 19,7              | 192         |
| 1979 | 141.594    | 19,4              | 156         |
| 1980 | 146.922    | 22,8              | 186         |
| 1981 | 257.250    | 48,0              | 218         |
| 1982 | 235.614    | 49,2              | 186         |
| 1983 | 256.620    | 48,6              | 186         |
| 1984 | 342.370    | 62,0              | 206         |
| 1985 | 489.589    | 83,9              | 270         |
| 1986 | 556.550    | 102,6             | 363         |
| 1987 | 687.577    | 134,3             | 465         |
| 1988 | 850.450    | 161,4             | 505         |
| 1989 | 936.643    | 157,1             | 556         |
| 1990 | 1.097.335  | 383,7             | 575         |
| 1991 | 1.171.619  | 437,3             | 592         |